# Депопуляция таракановых в странах СНГ
Депопуляция таракановых в странах СНГ — депопуляция тараканов-прусаков, которая наблюдалась с начала XXI века в России и других странах СНГ, широко обсуждаемая в СМИ с применением различных псевдонаучных гипотез. По утверждениям СМИ, снижение численности тараканов наблюдалась в городах России и других стран СНГ (Казахстан, Украина, Узбекистан, Азербайджан, Молдавия, Белоруссия), а также ряда стран дальнего зарубежья.

## Наблюдения учёных
Снижение численности тараканов-прусаков в 2000-е годы по крайней мере в некоторых регионах подтверждают биологи.
Колебания численности других видов тараканов наблюдались и в прошлом. Так, чёрный таракан, обычный в конце XIX века в Челябинской области, был вытеснен прусаком с середины XX века. Однако это была компенсируемая депопуляция (замещение одного вида другим), а в настоящее время происходит некомпенсируемая депопуляция тараканов.

## Теории депопуляции

### Научные гипотезы
Средства массовой информации предлагают многочисленные объяснения феномена, включая научные:
- Усовершенствование инсектицидов и других средств борьбы с насекомыми[2][4][5][6][7][8][9][10]. В частности, относительно недавно были разработаны препараты гидраметилнон (англ. Hydramethylnon) и фипронил (англ. Fipronil), обладающие замедленной токсичностью. Это значит, что уже отравленный таракан приносит на себе яд в гнездо, где через некоторое время концентрация яда становится смертельной для всех его обитателей. Применяется в виде ловушек и гелей против тараканов.
- Общее улучшение санитарного состояния жилых помещений. Уменьшение хранимого в квартирах продовольственного запаса. Хорошая упаковка продуктов. Использование пластиковых пакетов для хранения бытовых отходов, которыми питаются тараканы; отказ от использования мусоропроводов[5][6] или их качественная своевременная уборка и вывоз отходов.
- По одной из гипотез, явление депопуляции тараканов либо преувеличено, либо было временным (имеет циклический характер)[10][11].
- Тараканы могли просто мигрировать из жилищ человека в другие, более подходящие места[12].
- Тараканы проигрывают в конкуренции с муравьями[13], такими, как обитающие в жилищах человека фараоновы муравьи (Monomorium pharaonis)[14].
- Также могла иметь место эпидемия среди тараканов.

### Маргинальные идеи
В СМИ также встречаются псевдонаучные объяснения:
- Распространение высокочастотной сотовой связи и систем беспроводной передачи данных, так как это совпадает по времени.[4][5][6][15][16][17].
- Применение современных строительных материалов — популяцию тараканов могли сократить их возможная неэкологичность и содержание вредных веществ[4][5][12][15][16][18][19]. Однако исчезновение тараканов было отмечено и в домах, где такой ремонт не производился[6][20].
- Радиационное либо химическое загрязнение городов[11][20][21].
- Нарушение озонового слоя Земли, что сбило биоритмы тараканов[4][19][20].
- Внутренние войны между тараканами[5].
- Распространение генно-модифицированных продуктов, которые могли оказать негативное влияние на тараканов[4][15][16][19][22][23]. Иногда отдельные газеты также связывают это явление с распространением модифицированного крахмала[6].

Сотрудник Ильменского государственного заповедника А. В. Лагунов предложил занести чёрных тараканов (проигравших в ходе эволюции рыжим тараканам-прусакам), а также лапландских и степных тараканов в областную Красную книгу.